# Bergfiltlav
Bergfiltlav (Peltigera monticola) är en lavart som beskrevs av Orvo Vitikainen. Bergfiltlav ingår i släktet Peltigera, och familjen Peltigeraceae. Enligt den finländska rödlistan är arten otillräckligt studerad i Finland. Arten är reproducerande i Sverige. Artens livsmiljö är skogar.